# Trichomanes emarginatum
Trichomanes emarginatum là một loài thực vật có mạch trong họ Hymenophyllaceae. Loài này được C. Presl miêu tả khoa học đầu tiên năm 1847.